# جيرت-آرنه نيلسون
جيرت-آرنه نيلسون (بالسويدية: Gert-Arne Nilsson)‏ هو لاعب كرة قدم سويدي في مركز الدفاع، ولد في 31 أكتوبر 1941. لعب مع نادي مالمو ونادي هلسينغبورغ.